# Ogilbys dykare
Ogilbys dykare eller Ogilbydykare (Cephalophus ogilbyi) är en art i underfamiljen dykarantiloper som tillhör familjen slidhornsdjur. Den indelas i tre underarter, Cephalophus ogilbyi ogilbyi som bildar holotyp för arten, samt Cephalophus ogilbyi brookei (Brookes dykare, Brookes skogsantilop) och Cephalophus ogilbyi crusalbum.

## Kännetecken
Ogilbys dykare är en liten antilop med gyllenbrun till kastanjebrun päls, med en del insprängt grått, särskilt över ryggen. Färgen är mörkare över bakdelen och ljusare längs sidorna. En svart rand finns längs mitten av ryggen. Benen hos C. ogilbyi crusalbum är tydligt ljusre nedtill, hos de andra två underarterna har de nästan samma färg som kroppen. Kroppslängden är mellan 85 och 115 centimeter, mankhöjden omkring 55 centimeter och vikten 14 till 20 kilogram. Både hanen och honan har horn, vilka kan bli upp till 12 respektive 4 centimeter långa.

## Utbredning
Ogilbys dykare finns i västra Afrika. Underarten C. ogilbyi ogilbyi finns i sydöstra Nigeria, sydvästra Kamerun och på ön Bioko. C. ogilbyi brookei finns i Sierra Leone, sydöstra Guinea, Liberia, sydöstra Elfenbenskusten och Ghana. C. ogilbyi crusalbum finns i Gabon och i nordvästra Kongo-Brazzaville.

### Status
Ogilbys dykare klassas som livskraftig av IUCN, med ett totalt bestånd för arten på omkring 35 000 djur. Av dessa hör cirka 12 000 till underarten C. ogilbyi ogilbyi, 5000 till C. ogilbyi brookei och 18 000 till C. ogilbyi crusalbum. Men populationstrenden för åtminstone de första två underarterna tros vara nedåtgående och åtgärder kan behövas i framtiden.

## Levnadssätt
Ogilbys dykare finns i regnskogar, särskilt i fuktiga låglandsskogar, och i områden med en blandning av skog och gräsmarker. Dess levnadssätt är inte särskilt ingående studerat, men de observationer som har gjorts tyder på att Ogilbys dykare lever ensam eller i par om en hane och en hona. Den är vanligtvis aktiv på dagen, men kan även vara aktiv på natten. Födan består främst av frukt, frön och vissa växtdelar som blad och blommor.